# Pausanias d'Athènes
Pour les articles homonymes, voir Pausanias.
Pausanias d'Athènes (en grec ancien Παυσανίας, actif autour de 420 av. J.-C.) était, dans la Grèce du Ve siècle av. J.-C., un Athénien du dème Kerameis, amant du dramaturge Agathon. On sait très peu d'autres choses à son sujet.

## Mentions littéraires
Pausanias est mentionné dans plusieurs textes grecs antiques. Il apparaît principalement dans deux dialogues de Platon, le Protagoras et Le Banquet. L'action du Protagoras de Platon se déroule en 432 av. J.-C.. Dans le Protagoras, Pausanias et Agathon sont installés côte à côte, près du lit du sophiste Prodicos de Céos. Agathon est alors un meirakion (classe d'âge désignant les jeunes hommes âgés d'entre 14 et 21 ans environ) et il est présenté comme étant le paidika (aimé) de Pausanias. On sait par ailleurs qu'Agathon s'attira les moqueries du dramaturge Aristophane qui le caricature dans sa comédie Les Thesmophories sous les traits d'un homme efféminé qui se travestit et pratique une homosexualité passive.
Le dialogue de Platon où Pausanias apparaît le plus longuement est Le Banquet, dont l'action se déroule en 416 au moment d'une victoire d'Agathon à un concours dramatique organisé à l'occasion des Lénéennes. Pausanias fait partie des intervenants du dialogue, de même qu'Agathon. Au moment où se déroule le dialogue, Pausanias est âgé d'une cinquantaine d'années environ. Au cours du dialogue, Pausanias est le deuxième, après Phèdre, à prononcer un discours sur Éros (de 180c à 185c); il y distingue notamment deux Aphrodites, l'une commune et l'autre céleste (180d-181a). Au cours de son intervention, il évoque les amours dirigés tantôt vers les femmes et tantôt vers les hommes, qui relèvent de l'Aphrodite commune, et il fait plus particulièrement l'éloge de la pédérastie qu'il lie à l'Aphrodite céleste. Plus loin dans le dialogue, le dramaturge Aristophane, qui intervient également dans le dialogue, fait une allusion peut-être moqueuse aux deux hommes.
Pausanias est cité plus brièvement dans un autre dialogue socratique, Le Banquet de Xénophon (en VIII, 32-34) : Socrate y critique l'éloge de la pédérastie grecque faite par Pausanias.
Aux époques postérieures, Pausanias est cité dans Les Deipnosophistes d'Athénée (au livre V) et dans l’Histoire variée d'Élien (livre II).